# Theo Croker
Theo Croker (Leesburg, 1985. július 18. –) amerikai dzsessztrombitás, énekes, zeneszerző, producer. Grammy-díj-jelölt, háromszor Echo-díjra jelölt, valamint Theodore Presser-díjas.

## Pályafutása
Croker a floridai Leesburgban született William Henry Croker polgárjogi aktivista, középiskolai igazgató, gazdálkodó, valamint Alicia Cheatham fiaként. A Grammy-díjas trombitás, Doc Cheatham unokája.
Az Oberlin College Conservatoryn tanult.
Croker hét évet Sanghajban élt. Itt öt hónapig rezidensként dolgozott a House of Bluesban. Bekerült az Asia Uncut Star Network házi zenekarába. Egy késő esti televíziós műsort vezetett, és házi zeneszerzőként dolgozott 2010 közepéig.
2013-ban visszatért az Amerikai Egyesült Államokba. Zenéjét kibővítette más műfajokkal is, mint például a salsa, a fusion-rock, az R&B, a hiphop és a blues. 
2019-ben China Moses (Dee Dee Bridgewater lánya) és Theo Croker, valamint a DVRK Funk zenekar a németországi Ludwigshafenben lépett fel.
2020-ban Dee Dee Bridgewaterrel lépett fel. A következő két évben Bridgewater és Croker összebarátkozott, megosztották zenei ötleteiket.

## Albumok
- 2006: The Fundamentals
- 2009: In the Tradition
- 2014: Afro Physicist
- 2015: DVRK Funk
- 2016: Escape Velocity
- 2019: Star People Nation
- 2020: Understand Yourself
- 2021: BLK2 Life / A Future Past

## Filmek
- Theo Croker az IMDb-n